# Kenny Cunningham
Kenny Cunningham (San José (Costa Rica), 7 de juny de 1985) és un futbolista de Costa Rica que ha disputat 11 partits amb la selecció de Costa Rica.
| Selecció de Costa Rica | Selecció de Costa Rica | Selecció de Costa Rica |
| Anys                   | Partits                | Gols                   |
| ---------------------- | ---------------------- | ---------------------- |
| 2011                   | 2                      | 1                      |
| 2012                   | 1                      | 0                      |
| 2013                   | 8                      | 0                      |
| Total                  | 11                     | 1                      |